# Adamo Centurione

Stemma Centurione

Adamo Centurione-Oltramarini (Genova, 1486 circa – Genova, 1568) è stato primo marchese di Aulla e una delle più potenti e ricche personalità della Genova del suo tempo.

## Biografia
Adamo Centurione-Oltramarino, figlio di Luciano Centurione-Oltramarino e Chiara di Negro, apparteneva alla famiglia Oltramarino, ramo dell'albergo Centurione, attivissimo nel commercio con la Spagna. Egli stesso è stato grande mercante importatore di seta tra Genova e Lione.
Come banchiere stabilisce contatti con il giovane Carlo V, del quale sarà uno dei principali finananziatori
Nel 1519 è console genovese a Messina.
Stringe amicizia con Andrea Doria a cui lega i propri interessi. Inizialmente milita nel partito dei Fregoso, appoggiato da Francesco I, e nel cui campo si trovava in questo periodo lo stesso Doria; poi, per lo scontento e la crisi economica provocati da Teodoro Trivulzio, appoggia il passaggio al campo di Carlo V e il vittorioso attacco del Doria del 12 settembre 1528 contro Genova, che segnerà l'inizio del suo governo in città.
Nel 1535 a Bona (Ippona) sconfigge i musulmani che minacciavano le coste tunisine.
L'amicizio con il Doria trova riscontro nel matrimonio, nel 1537, di Giannettino, nipote di Andrea e destinato a raccoglierne l'eredità politica, con sua figlia Ginetta.
Nel 1538 presta in una sola volta a Cosimo I de' Medici la notevole somma di 200.000 scudi d'oro.
Nel 1541 finanzia con 200.000 scudi la spedizione contro Algeri.
Nel 1543, acquista da Girolamo Ambrogio Malaspina il borgo di Aulla che con lui diviene un marchesato dipendente da Genova. Si reca personalmente nel nuovo marchesato, ne conferma le leggi e gli statuti del 1304 e vi fa inoltre costruire la formidabile fortezza della Brunella per controllare le strade che, attraverso Pontremoli e Fivizzano, superano l'Appennino.
La sua influenza che sul suo amico Andrea Doria, ormai molto anziano, lo fa divenire il vero protagonista nelle difficili vicende che travagliarono la Repubblica in questi anni. 
Nel 1547 svolge un ruolo preminente nella repressione del tentativo insurrezionale dei Fieschi e nel mettere in salvo Andrea Doria, prima a Voltri e poi nel suo castello di Masone.
Dopo la sconfitta dei Fieschi provvide a mettere ordine tra le galee del Doria, abbandonate dai galeotti e saccheggiate dal popolo, diventandone il comandante e guidandole nel luglio a Napoli per domare l'insurrezione della città. Gli viene anche affidato il nipote Gianandrea, nuovo erede di Andrea e figlio di Ginetta e di Giannettino ucciso durante la congiura.
In nome delle libertà genovesi, resiste con il Doria alle insistenti pressioni spagnole di costruire una fortezza in Genova.
Con la crescita della sua potenza finanziaria e politica, nel 1549 acquista dalla Spagna il marchesato di Estepa e Pedrera per ottocentomila pezzi da otto reali.
Nel 1554 affianca il Doria nel reprimere l'insurrezione di Sampiero in Corsica.
Continua a contribuire alle spese militari di Filippo II al quale nel 1565 presta 56.000 scudi di oro che il re richiedeva per poter fortificare La Goletta.
Chiamato ancora una volta a far parte del Maggior Consiglio della Repubblica nel 1567, muore a Genova l'anno seguente.

## Discendenza
Sposò Orietta Grimaldi di Marco, dalla quale ebbe:
- Ginetta, sposata con l'ammiraglio Giannettino Doria (madre di Gianandrea Doria)
- Marco, marchese di Estepa, Laula, Vivola e Monte de Vay in Spagna), sposato con Battistina Negrone.
- Giacomo Centurione-Oltramarini.